# Perean (Baturiti)
Perean is een bestuurslaag in het regentschap Tabanan van de provincie Bali, Indonesië. Perean telt 3307 inwoners (volkstelling 2010).